# Politique en Acadie
La politique en Acadie a plusieurs caractéristiques qui la différencient de celle d'autres régions du Canada.

## Histoire

### Acadie française
À l'origine, l'Acadie ne comporte pas d'associations mais il y a des assemblées publiques et certains fonctionnaires élus, comme les responsables d'aboiteaux, les marguilliers, les syndics et les officiers de milice.
Les Acadiens comprennent qu'ils ne peuvent pas se fier à la France et décident de s'autogouverner. Des délégués sont alors nommés annuellement parmi les hommes propriétaires terriens jouissant d'une bonne réputation.

### Acadie anglaise
Le traité d'Utrecht, signé en 1713, fixe le statut de l'Acadie, dont le contrôle passe définitivement au Royaume-Uni; la France conserve toutefois l'île Royale (île du Cap-Breton) et l'île Saint-Jean (île du Prince-Édouard) qui en dépend, tandis que l'Acadie continentale, correspondant actuellement au Nouveau-Brunswick, est contestée. Les Britanniques permettent aux Acadiens de rester, moyennant la signature d'un serment d'allégeance contesté, et en viennent même à les inciter à ne pas partir, probablement pour des raisons militaires. Les Britanniques décident de conserver le système des délégués acadiens, bien que la loi empêche normalement les catholiques d'occuper des postes administratifs. Ces délégués gouvernent les affaires locales et servent d'intermédiaires entre le gouvernement et la population; ce système favorise la paix de trente ans du début du XVIIe siècle, en plus d'améliorer l'estime des Acadiens pour leurs institutions et leurs droits. Les Britanniques se méfient en fait des Acadiens, qui sont majoritaires, ont une langue et des pratiques religieuses différentes. Doutant de leur loyauté, ils tentent à plusieurs reprises de leur faire signer un serment d'allégeance; de tels serments sont fréquemment utilisés au Royaume-Uni à l'époque. Les Acadiens refusent à plusieurs reprises, prétextant divers arguments, principalement leur neutralité; ils ont en effet peur de devoir se battre contre les amérindiens, leurs alliés, ou tout autre peuple. Il semble aussi qu'ils aient peur que la signature d'un serment les empêchent ensuite de quitter le pays ou de pratique leur religion. Cornwallis devient gouverneur de la Nouvelle-Écosse en 1749, année d'arrivée de centaines de colons britanniques dans la colonie. La politique britannique change alors de cap et les gouverneurs successifs exigent la signature d'un serment sans conditions.
À la suite de l'invasion anglaise de 1710, les Acadiens ne peuvent plus être officiers de milice mais le système des représentants élus est mis en place durant les années 1720. Ceux-ci ont un statut important dans la société et leur nombre atteint une centaine en 1755.

### Déportation des Acadiens
Le gouverneur Charles Lawrence convoque les délégués acadiens en 1755 et, constatant que la population refuse toujours de prêter serment, confisque les armes à feu et les embarcations avant de procéder à la Déportation des Acadiens. Bien que cette décision est soutenue par le gouvernement britannique, plusieurs personnes critiquent, dont Edmund Burke, qui décrit la déportation comme un comportement inhumain à l'endroit d'un peuple innocent.

### Provinces maritimes

#### Mise à l'écart

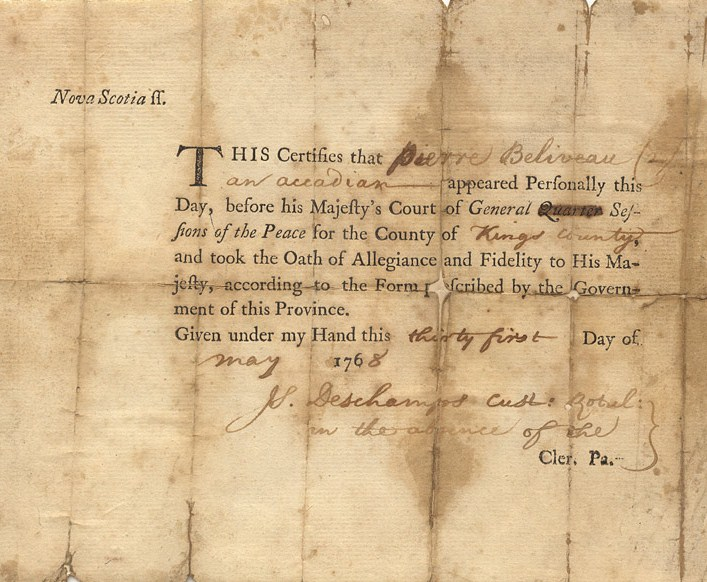
Un serment d'allégeance, signé par Pierre Belliveau en Nouvelle-Écosse en 1768.

Le traité de Paris, signé en 1763, assoit définitivement le contrôle britannique sur l'Acadie[réf. nécessaire]. De nombreux Acadiens reviennent d'exil par la suite, mais leurs terres ont été cédées aux Anglais. Ils deviennent ensuite minoritaires à la suite de l'arrivée de nombreux immigrants britanniques puis des loyalistes. Des auteurs francophones comme Marc-Adélard Tremblay se disent étonnés de la ténacité des Acadiens tandis Peter Fisher les associe aux amérindiens, que Stewart MacNutt rapporte leur réputation d'être des incompétents et des ignorants et que Hugh Thorburn qualifie les torts causés par le Grand Dérangement de mythe.
Les Acadiens sont en effet pour la plupart illettrés après le Grand Dérangement, à cause de l'application de lois les empêchant d'ouvrir des écoles. De plus, les Acadiens sont désormais craintifs et préfèrent rester à l'écart de la société. Finalement, le clergé québécois, en manque de prêtre, délaisse l'Acadie.
La déportation détruit en fait les bases de la société mais les Acadiens continuent de se réunir pour faire valoir leurs droits dans leurs terres d'accueil. Les Acadiens demeurés en Acadie ou retournant d'exil continuent d'élire des marguillers.
Des confréries sont fondées au tournant du XIXe siècle, suivies de sociétés d'éducation, de sociétés agricoles et de diverses organisations communautaires et économiques. L'implication du clergé, du français François-Edme Rameau de Saint-Père puis la fondation des premiers collèges et du journal Le Moniteur acadien, en 1867, favorise la popularité de ces associations.

#### Lois discriminatoires

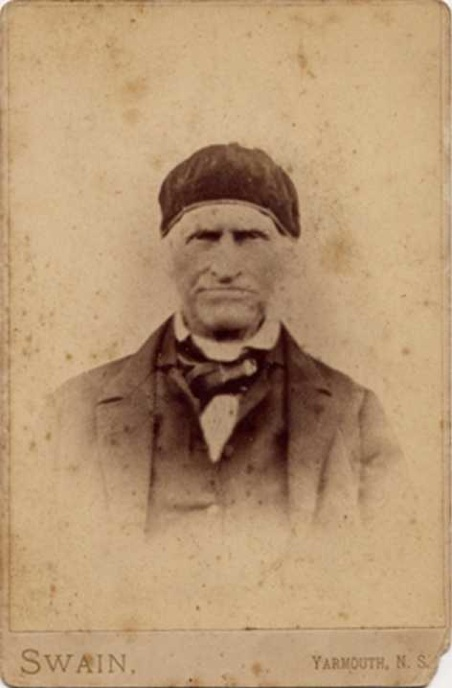
Simon d'Entremont.

La langue française, mais surtout la religion catholique, incite le gouvernement de la Nouvelle-Écosse à mettre en place des lois visant à exclure les catholiques afin de forcer les Acadiens à s'assimiler à la culture britannique. Un serment du test est mis en place, empêchant les catholiques de voter ou d'être candidat.
Le serment du test reste en place même après la séparation du Nouveau-Brunswick et certains scrutins sont même annulés pour cette raison. Le serment du test est aboli en 1810 pour les électeurs mais reste en place pour les candidats. Le député néo-écossais Thomas Chandler Halliburton milite pour son abolition, selon ses dires pour rendre justice aux Acadiens, chez qui il reconnait des traits exceptionnels; sa proposition est adoptée à l'unanimité par la Chambre d'assemblée de la Nouvelle-Écosse en 1830.
Simon d'Entremont et Frédéric Robichaud sont les premiers députés acadiens élus en Nouvelle-Écosse en 1836; Frédéric Robichaud ne peut toutefois pas être assermenté pour raisons de maladie. Quant à Simon d'Entremont, on l'oblige tout de même à prêter le serment du test, ce qu'il refuse en affirmant « J'avalerais plutôt un chien de mer la queue la première que de jurer ça »; le lieutenant-gouverneur, Colin Campbell, n'a d'autre choix que de lui demander de prêter un serment ordinaire. Le premier député acadien du Nouveau-Brunswick, Amand Landry, est élu en 1846 alors que du côté de l'Île-du-Prince-Édouard, le premier à se faire élire est Stanislas Poirier, en 1854.
Le milieu du XIXe siècle marque en fait la fin de l'enracinement des Acadiens mais ceux-ci ne disposent toujours pas de classe sociale, ce qui les empêche de pouvoir véritablement s'intégrer en politique et donc impossible pour eux de se doter des institutions nécessaires pour se sortir de leur situation. Les anglophones sont quant à eux peu enclins à voir les Acadiens s'intéresser davantage à la politique. Ce sont en fait surtout les écossais et irlandais catholiques qui profitent de l'abolition du serment du test.
La publication en 1847 du poème Evangéline, de l'américain Henry Longfellow, et en 1859 de l'ouvrage historique La France aux colonies, du français François-Edme Rameau de Saint-Père, marquent un point tournant dans la renaissance acadienne; les Acadiens s'identifient au personnage d'Évangéline et peuvent en effet découvrir leur histoire dans leur langue
. En Nouvelle-Écosse, une loi est votée en 1864 interdisant l'enseignement du français.

### L'Acadie dans le Canada

#### Confédération canadienne
Les Acadiens s'opposent fermement à la Confédération canadienne, constituant ainsi leur premier courant politique collectif et marquant un point tournant dans le développement de l'acadianité. Les principales raisons en sont méconnues mais sont probablement liées au conservatisme acadien rejetant tout changement important, une attitude causées par le Grand Dérangement, ainsi qu'au manque de communication, les poussant à se fier surtout à leurs principaux porte-paroles et au clergé, opposés à cette option. À l'Île-du-Prince-Édouard, la population n'est même pas consultée.

#### Renaissance acadienne
Toutefois, cette époque marque les débuts de la renaissance acadienne, influencée par la publication de certains textes dont Evangéline, publié en 1847 par l'auteur américain Henry Longfellow, permettant aux Acadiens de découvrir leur histoire et de se reconnaître. De plus, selon le recensement de 1871, les Acadiens deviennent majoritaires dans plusieurs comtés. Pascal Poirier décrit l'année 1867 comme la « résurrection de l'Acadie », l'année de la Confédération mais surtout du premier journal acadien du Canada, Le Moniteur acadien. Cet hebdomadaire, fondé par le québécois Israël Landry à Shédiac, supporte la Confédération et la coopération entre les Québécois et Acadiens. Landry est candidat pour le parti conservateur mais ses opinions dérangent et il n'est pas élu
. Il abandonne aussi la direction du journal aux mains des québécois Norbert Lussier et Ferdinand Rioux, qui défendent aussi la Confédération. La partisanerie du Moniteur acadien pousse à la fondation du Le Courrier des provinces maritimes en 1885 et de L'Évangéline en 1887, donnant du même coup trois tribunes différentes aux Acadiens. Les Acadiens acceptent finalement la confédération et soutiennent le parti conservateur. L'institution des Conventions nationales acadiennes, dont la première a lieu en 1881 à Memramcook, constituent un moment important dans la renaissance acadienne ; l'élite se sert de ces événements rassemblant des milliers de personnes pour développer la culture acadienne mais aussi sa propre influence
Le Collège Saint-Joseph est ouvert à Memramcook en 1864, permettant l'éducation supérieure en français. Le débat entourant la Confédération, la fondation du Moniteur acadien mais surtout la fondation d'établissements d'enseignement francophones favorisent la politisation des Acadiens. La plupart des étudiants de ce collège se sont ensuite intégrés dans leurs villages, y transmettant les valeurs apprises.
Près de deux décennies après l'élection d'Amand Landry, Vital Hébert est élu en 1860, suivi de Lévite Thériault en 1868 et d'Urbain Johnson en 1869. Lévite Thériault est nommé au Conseil exécutif du Nouveau-Brunswick en 1871, devenant le premier ministre acadien. À l'élection générale de 1870, les Acadiens parviennent à faire élire quatre des leurs. À noter que certains députés anglophones ne manquent pas d'occasions de tenir des propos racistes à l'égard des Acadiens, qu'ils soient députés ou électeurs.
La représentation des Acadiens en Nouvelle-Écosse tarde à se développer, une situation expliquée en grande partie par leur situation minoritaire dans la plupart des circonscriptions; le Sud-ouest et l'île du Cap-Breton sont toutefois avantagés. Isidore Leblanc, d'Arichat, est élu en 1878 et devient ministre en 1883. La situation est semblable à l'Île-du-Prince-Édouard; toutefois, Stanislas Poirier est élu en 1854 et sa carrière dure plus de 40 ans.
En 1867, le Français Auguste Renaud se fait élire à la Chambre des communes du Canada pour représenter la circonscription de Kent. Stanislas Poirier devient le premier Acadien de naissance à se faire élire au niveau fédéral, en 1874. En 1878, c'est le tour de Gilbert Girouard, dans Kent. À partir de ce moment, au moins un Acadien est toujours présent à la Chambre des communes. À partir du début XXe siècle, il y en a toujours au moins trois, provenant surtout du Nouveau-Brunswick.
Dans les années 1880, les 120 000 Acadiens n'ont toujours pas de sénateur, même si les provinces Maritimes en comptent 24 à l'époque. Le Moniteur acadien et Pierre-Amand Landry, entre autres, font de plus en plus pression pour que cela change. Pascal Poirier, de Shédiac, est nommé en John A. MacDonald; il devient le doyen de l'institution, siégeant jusqu'en 1933. En 1907, Ambroise-Hilaire Comeau est le premier nommé en Nouvelle-Écosse. À l'Île-du-Prince-Édouard, le seul sénateur acadien est Joseph-Octave Arsenault, entre 1895 et 1897. À partir du XXe, le nombre de sénateurs acadiens tourne autour de cinq, dont quatre du Nouveau-Brunswick et un de la Nouvelle-Écosse. Le Moniteur acadien milite en faveur de candidats compétents et conservateurs, ce qui permettrait de s'allier le parti au pouvoir.
Pierre-Amand Landry et Pascal Poirier sont les principaux représentants de l'élite acadienne; ses décisions sont avant tout dictées par leur allégeance conservatrice avant les intérêts des Acadiens.
L'acadianisation du clergé catholique monopolise l'attention politique au début du XXe siècle ; sur les 17 évêques des Maritimes, aucun n'est acadien tandis que 80 % des prêtres francophones sont originaires du Québec. À la suite d'un long débat, Alfred-Édouard Leblanc devient le premier évêque en 1912 alors que Moncton, où les Acadiens sont minoritaires, obtient une paroisse séparée en 1914. Ces victoires sont importantes, permettant aux Acadiens de s'unir pour défendre un intérêt commun.

#### Deux guerres mondiales
Au déclenchement de la Première Guerre mondiale, les Acadiens appuient l'effort de guerre mais s'y opposent dès la conscription, prenant leurs distances de l'opinion de l'élite. Ces prises de positions acadiennes ne se traduisent pas par des gains dans d'autres domaines, sauf par l'élection de premiers ministres acadiens à l'Île-du-Prince-Édouard et au Nouveau-Brunswick. À partir de la Première Guerre mondiale, la représentation des Acadiens à l'Assemblée législative du Nouveau-Brunswick est généralement proportionnelle. Le nationalisme acadien s'essouffle même durant l'entre-deux-guerres et seulement deux conventions nationales y sont organisées. Durant les années 1930, les Acadiens ne parviennent pas à se mobiliser pour demander des services en français dans les commerces et plient devant l'intimidation des anglophones. Durant la Deuxième Guerre mondiale, les Acadiens participent à l'effort de guerre mais s'opposent à la conscription, comme les autres francophones, au contraire des anglophones.

#### Après-guerre et seconde renaissance

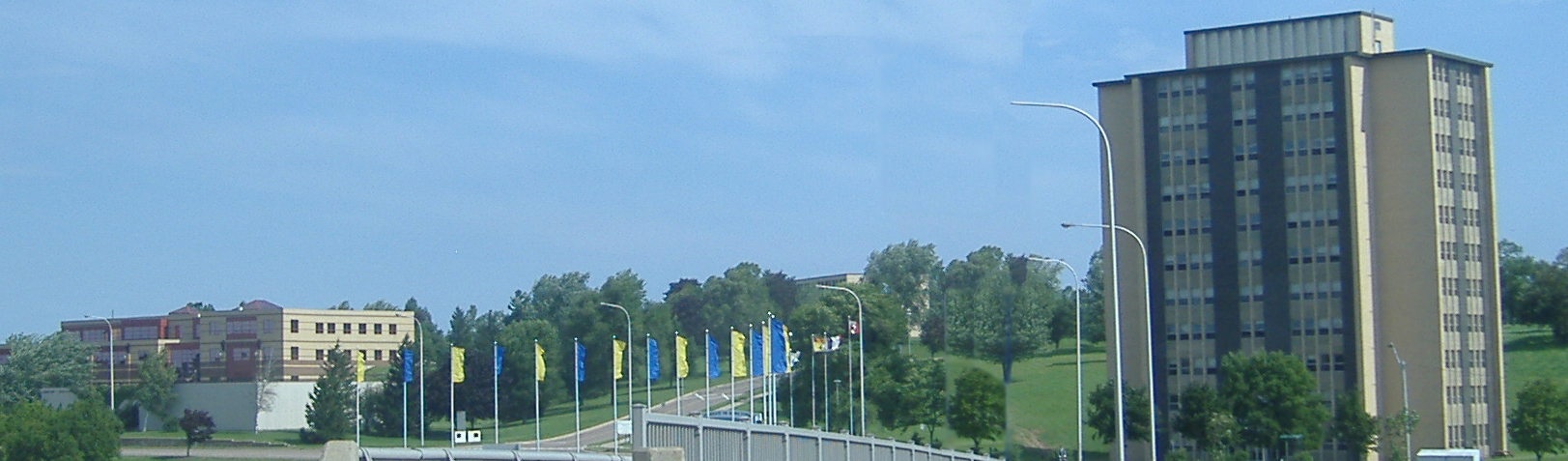
L'Université de Moncton.

La croissance démographique fait passer la proportion d'Acadiens du quart à 40 % entre le début du XXe siècle et les années 1960 au Nouveau-Brunswick, leur permettant de faire plus de revendications, comparativement à ceux des autres provinces; cette croissance démographique s'estompe par contre par la suite.
L'année 1955, coïncidant avec le 250e anniversaire de la Déportation, marque le renouvellement du mouvement de revendications collectives, que Hugh Thorburn décrit comme la « réapparition des Acadiens ». En 1957, la Société nationale l'Assomption, en processus de modernisation, prend le nom de Société nationale des Acadiens et se dote d'une nouvelle constitution; elle porte le nom de Société nationale de l'Acadie depuis 1992. Son premier grand congrès est tenu en 1960. Le premier ralliement de la jeunesse acadienne est ensuite organisé en 1966 à Memramcook; cet évènement, dont le but premier est de sensibiliser les jeunes au nationalisme, donne lieu à une critique de l'élite acadienne par les jeunes.
À partir des années 1950, le Canada passe d'une société principalement agricole et rurale à une société industrielle et urbaine. Un mouvement de contestation, dont l'élément le plus marquant est la révolution tranquille au Québec, touche aussi l'Acadie. Louis Robichaud est élu en 1960. L'Université de Moncton, fondée en 1963 à la suite de la publication du rapport Deutsch, joue par la suite une influence importante dans la société acadienne. Le rapport Byrne, publié en 1964, mène à la centralisation des pouvoirs au Nouveau-Brunswick en 1967, durant le programme « Chances égales ». Selon Roger Ouellette et André Gibbs, cela force les Acadiens à ne plus vivre en marge de la société anglophone.
La Loi sur les langues officielles, votée en 1968, est l'une des plus grandes réalisations de Louis Robichaud; généralement bien acceptée par les Acadiens et même une partie des anglophones, elle s'attire toutefois de nombreuses critiques et les jeunes la trouvent trop timide.

#### Remise en question

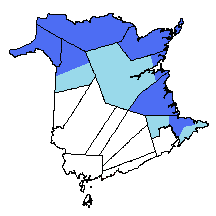
Carte approximative d'une province acadienne. En bleu pâle, les comtés du Nouveau-Brunswick contenant une proportion importante de francophones. En bleu foncé, les régions majoritairement francophones.

À la fin des années 1960, les régions acadiennes du Nouveau-Brunswick ont les investissements les moins importants, les revenus les plus faibles, les taux de chômage, d'aide sociale et d'émigration les plus élevés, les pires infrastructures de communication et le taux de scolarisation le plus bas.
Les étudiants acadiens suivent le mouvement de protestation mondial de la fin des années 1960. Ils critiquent les anglophones, qui selon eux oppriment les Acadiens, et l'élite traditionnelle, qu'ils accusent d'avoir pactisé avec les anglophones. L'élite vante les progrès déjà accomplis et affirme qu'il faut être réaliste dans les revendications car les Acadiens sont minoritaires. En 1968, une délégation de quatre notables rencontre Charles de Gaulle afin d'améliorer la coopération entre la France et l'Acadie. Plusieurs jeunes considèrent toutes ces actions de l'élite comme inutiles.
La Société de l'Acadie du Nouveau-Brunswick (SANB) est fondée en 1973, faisant suite au constat que la situation des Acadiens diffère d'une province à l'autre et que l'attention de la Société nationale de l'Acadie est trop portée sur le Nouveau-Brunswick. La SNA devient donc une fédération de plusieurs organismes provinciaux. La Fédération des communautés francophones et acadienne du Canada est mise sur pied en 1975. La SANB organise la Convention d'orientation nationale (CONA) en 1979 à Edmundston.
Le Parti acadien est fondé en 1972. L'un des principaux projets du parti est la création d'une province acadienne; cette proposition, telle que présentée par le parti, pose un problème car elle créerait une province comptant seulement 60 % d'Acadiens et est floue quant à l'avenir de la ville de Moncton. Le parti, socialiste après son congrès de 1975, fait un virage à droite en 1977 et perd l'appui de son aile progressiste alors que les problèmes de leadership, les dissensions entre les membres originaires du Nord ou du Sud causent de plus en plus de problèmes au sein du parti. Les politiques conciliantes de Richard Bennett Hatfield mettent fin aux appuis du parti, qui disparaît en 1982 sans avoir réussi à faire élire un seul député. Le parti parvient toutefois à sensibiliser la population à la réalité acadienne.

#### Revendications contemporaines
Roméo LeBlanc est le premier acadien à devenir gouverneur général du Canada, entre 1995 et 1999. Il n'y a par contre jamais eu de premier ministre acadien, bien que Dominic Leblanc, le fils de Roméo, ait tenté de devenir chef du parti libéral du Canada en 2008.

## Place de l'Acadie dans la confédération canadienne

### Politique fédérale
Bien que l'Acadie soit principalement séparée entre quatre provinces canadiennes, elles ont sensiblement le même fonctionnement politique. Le système politique canadien est en effet fondé sur la Constitution du Canada, qui définit les principes politiques, les institutions, les pouvoirs ainsi que les responsabilités du fédéral et des provinces. Les provinces et le gouvernement fédéral ont chacun des responsabilités exclusives alors que certaines autres, comme l'agriculture, l'immigration et la pêche, sont partagées.
En 2010, les provinces de l'Atlantique comptent 32 députés à la Chambre des communes, alors que leurs représentants au Sénat sont traditionnellement au nombre de 30. De plus, par tradition, un gouverneur général sur deux est francophone.

### Politique provinciale
Au niveau provincial, le pouvoir législatif est détenu par une assemblée législative (Assemblée législative du Nouveau-Brunswick, Assemblée législative de l'Île-du-Prince-Édouard), (Assemblée législative de la Nouvelle-Écosse ou une chambre d'assemblée Chambre d'assemblée de Terre-Neuve-et-Labrador), dont les députés sont élus par circonscriptions. Le premier ministre est généralement le chef du parti ayant obtenu le plus grand nombre de sièges. Il dirige un conseil exécutif détenant le pouvoir exécutif. Le chef d'État est en théorie le lieutenant-gouverneur, nommé par le gouverneur général du Canada sur proposition du premier ministre, mais il a en fait un titre honorifique et des pouvoirs restreints. Le pouvoir judiciaire est réparti dans plusieurs cours provinciales tandis que le tribunal de plus haute instance est la Cour suprême du Canada.

### Gouvernements locaux
Il y a une multitude de systèmes de gouvernements locaux. L'Île-du-Prince-Édouard compte une cité, Charlottetown, sept villes, dont Souris et Summerside, et 66 municipalités, ou villages, dont Abrams-Village, Miminegash, Miscouche, North Rustico, Saint-Félix, Saint-Louis, Saint-Nicholas, Tignish, Tignish Shore et Wellington. La cité et les villes sont dirigées par un conseil municipal, les villages par un commissaire; la plupart du territoire reste sous la responsabilité du ministère des Finances et des Affaires municipales de l'Île-du-Prince-Édouard.
Au Nouveau-Brunswick, les villes, au nombre de 26, ainsi que les villages, au nombre de 67, ont sensiblement le même fonctionnement mais les villages n'ont pas l'obligation d'offrir autant de services. Les cités, au nombre de 8 dont cinq en Acadie (Edmundston, Campbellton, Dieppe et Bathurst), sont les municipalités les plus populeuse mais leur fonctionnement est généralement le même que les autres municipalités. Il y a finalement quatre communautés rurales, dont deux en région acadienne: Beaubassin-Est et Saint-André. La plupart des localités restent toutefois dans le système des districts de services locaux (DSL). Ceux-ci sont gérés directement par le ministère des Gouvernements locaux du Nouveau-Brunswick mais leur population peut élire un comité consultatif dénué de pouvoirs. Le rapport Finn, publié en 2008, propose de revoir complètement l'administration municipale, en regroupant les municipalités existantes pour en réduire le nombre ainsi qu'en améliorant la fiscalité, la transparence et l'imputabilité. Le gouvernement de David Alward est en période de consultations publiques en 2011 afin de procéder à une partie des recommandations.
La Nouvelle-Écosse est totalement constituée en 55 municipalités, dont le comté d'Antigonish, Argyle, Clare, Guysborough, Halifax, le comté d'Inverness et le comté de Richmond et 22 villages, dont Havre-Boucher. Les municipalités ont tendance à retourner la responsabilité de certains de leurs services à la province. La plupart des municipalités étant très grande, certaines localités comme Chéticamp aspirent à se constituer en municipalité.
À Terre-Neuve-et-Labrador, les municipalités ont un faible pouvoir de taxation et peuvent seulement fournir quelques services, les autres étant sous la responsabilité du ministère des Affaires municipales de terre-neuve-et-Labrador; la plupart des localités ne sont même pas constituées alors que plusieurs autres ne perçoivent pas de taxes municipales ni n'ont de règlements, renonçant donc aux avantages dont jouissent les autres municipalités. Il y a 282 municipalités et 182 districts de services locaux; les secteurs acadiens de la péninsule de Port-au-Port comptent une ville, Cap-Saint-Georges, et deux DSL, La Grand'Terre et L'Anse-aux-Canards–Maisons-d'Hiver.

## Enjeux et courants

### Politique nationale
Selon le géographe Adrien Bérudé, il existe quatre visions de l'Acadie, liées à quatre idéologies: l'Acadie historique, l'Acadie généalogique, l'Acadie opérationnelle – constituée des localités francophones des provinces de l'Atlantique – et l'Acadie prospective, comprenant uniquement celles du Nouveau-Brunswick. Selon lui, le débat entourant l'usage ou non du drapeau de l'Acadie est la preuve d'un désaccord quant au statut des Acadiens.
Selon l'idéologie historique, il n'y a pas de statut possible pour les Acadiens puisqu'il n'y a plus d'Acadiens. Cette idéologie, qualifiée d'intégriste par Bérubé, s'apparente à la théorie du melting pot américain et préconise l'assimilation des Acadiens comme des immigrants à la culture canadienne.
Selon les tenants de l'Acadie généalogique, les Acadiens forment une grande famille, comme les autres peuples du monde. Aucun statut spécial ne serait donc possible, excepté en termes de culture et au niveau local. Le Canada est d'ailleurs officiellement multiculturel.
Selon les partisans de l'idéologie opérationnelle, plus égalitariste selon Bérubé, le Canada est issu de deux peuples fondateurs, les francophones et les anglophones, égaux en termes de droits mais inégaux en termes d'épanouissement. Les Acadiens doivent donc, selon eux, mener une lutte constante vers l'égalité, non pas par une révolution mais par des réformes, un point de vue soutenu par la Société des Acadiens et des Acadiennes du Nouveau-Brunswick et la revue Égalité.
En tenant compte de l'idéologie prospective, l'égalité est un mythe et les gestes des gouvernements ne sont que des tentatives de récupération politique ne visant qu'à occulter le débat de fond et, selon Thériault, à empêcher les Acadiens d'être majoritaires chez eux. Le Nouveau-Brunswick ne puiserait donc pas ses origines de deux peuples fondateurs mais des seuls Britanniques, selon Thériault. Selon Roy, l'enjeu fondamental a toujours été la maîtrise de l'Amérique du Nord par les anglophones, qui « ne saurait s'accomplir si le dernier coup de pinceau n'est apporté au tableau de la grande chasse de 1755 ». Il reste que l'égalité linguistique au Nouveau-Brunswick est confinée à la culture et aux institutions publiques et qu'il est rarement question de partage des pouvoirs ou de moyens de faire respecter l'égalité. Cela pousse les tenants de cette idéologie à considérer que la recherche de l'autonomie doit remplacer l'égalité, toujours administrée par les anglophones, et que la revendication d'un territoire doit remplacer la revendication de réformes linguistiques.
Sans nier son existence, le premier ministre du Canada Stephen Harper s'oppose toujours à ce que l'Acadie soit officiellement reconnue comme une nation, contrairement à ce qui a été fait pour le Québec en 2006.
L'article 16.1 de la Charte canadienne des droits et libertés reconnait deux communautés linguistiques au Nouveau-Brunswick, l'une francophone et l'autre anglophone. La Proclamation royale de 2003 reconnait officiellement les torts causés par la Déportation des Acadiens.
Au Nouveau-Brunswick, les Acadiens sont majoritaires dans la majeure partie des localités du nord et de l'est. Malgré les réformes du premier ministre Louis Robichaud durant les années 1960, les régions acadiennes restent sous-développées comparativement au « triangle d'or », composé des villes de Fredericton, de Saint-Jean et de Moncton. C'est dans ce contexte qu'est fondé le Parti acadien en 1972, dont l'un des objectifs est la formation d'une province acadienne à partir des régions à majorité acadienne du Nouveau-Brunswick. En raison de la situation minoritaire des Acadiens dans la province, le parti vise plutôt à politiser la population. De plus, les tensions entre les militants du nord et du sud puis les politiques conciliantes de Richard Bennett Hatfield minent les appuis du parti, qui disparaît en 1986.
L'union des Maritimes est proposée depuis le milieu du XIXe siècle. Cette union impliquerait soit la formation d'une province canadienne unique, soit la création d'un nouveau pays, avec la possibilité d'une province acadienne.

### Politiques linguistiques
Plusieurs articles de la Charte canadienne des droits et libertés reconnaissent le bilinguisme au Canada et au Nouveau-Brunswick, c'est-à-dire que le français et l'anglais y ont un statut égal. Le Nouveau-Brunswick possède plusieurs lois provinciales protégeant les langues officielles, dont la loi sur les langues officielles et la loi 88.
Le gouvernement fédéral offre des services en français dans toutes les provinces de l'Atlantique, notamment dans la moitié des points de service du Nouveau-Brunswick,,,. Conformément au Code criminel du Canada, tous peuvent subir un procès criminel en français de même que recevoir des services judiciaires dans cette langue,,,; au Nouveau-Brunswick, tout le domaine judiciaire est bilingue.
L'Île-du-prince-Édouard possède une Division des affaires acadiennes et francophones, un Comité consultatif des communautés acadiennes en plus de désigner au cabinet un ministre responsable des Affaires acadiennes et francophones; concrètement, certains postes gouvernementaux sont bilingues et Loi sur les services en français, adoptée en 2000, s'applique à tous les services du gouevrnement. Au Nouveau-Brunswick, tout service public doit être disponible en français. L'Office des affaires acadiennes applique la Loi sur les services en français, adoptée en 2004 en Nouvelle-Écosse. Terre-Neuve-et-Labrador n'a aucune politique officielle de services en français mais possède un Bureau des services en français.
À Terre-Neuve-et-Labrador, seule la municipalité de Cap-Saint-Georges offre des services en français. À l'Île-du-Prince-Édouard, il n'existe aucune loi forçant les municipalités à offrir des services en français mais Abrams-Village et Wellington le font pour certains services. En Nouvelle-Écosse, seule Clare offre tous ses services en français; toutefois, le comté de Richmond et Argyle offrent certains services dans cette langue. Au Nouveau-Brunswick, la Loi sur les municipalités oblige toute localité comptant au moins 20 % de francophones, ainsi que toutes les cités, à offrir des services en français; 50 municipalité sont membres de l'Association des municipalités francophones du Nouveau-Brunswick. Les municipalités néo-brunswickoise de Dieppe et Atholville ont une politique sur l'affichage commercial extérieur bilingue, obligatoirement français dans le cas de Petit-Rocher; le débat est en cours dans d'autres municipalités. D'autres municipalités ont une politique officieuse de francisation des services et de l'affichage routier ou commercial.
Lors de l'élection fédérale canadienne de 2011, tous les partis politiques, sauf le parti progressiste-conservateur du Canada, répondent à la demande de la Société nationale de l'Acadie de faire des provinces de l'Atlantique une région officiellement bilingue.

## Société nationale de l’Acadie
La Société nationale de l'Acadie (SNA) a pour mission de promouvoir les intérêts des Acadiens, plus particulièrement ceux des provinces de l'Atlantique. La SNA compte 8 membres fédératifs, soit la Société de l'Acadie du Nouveau-Brunswick, la Fédération des jeunes francophones du Nouveau-Brunswick, la Fédération acadienne de la Nouvelle-Écosse, le Conseil Jeunesse Provincial, la Société Saint-Thomas d'Aquin, Jeunesse Acadienne, la Fédération des francophones de Terre-Neuve et du Labrador et Franco-Jeunes de Terre-Neuve et du Labrador. Il y a aussi un membre privilégié, soit Les Amitiés Acadiennes en France et finalement 4 membres associés, soit la Corporation des Acadiens aux Îles-de-la-Madeleine, le Comité Louisiane-Acadie, l’Association Miquelon Culture Patrimoine et la Coalition des organisations acadiennes du Québec. La SNA fut fondée en 1881 et son président actuel est l'artiste multidisciplinaire René Cormier, de Caraquet au Nouveau-Brunswick.
Par le biais de la SNA, l’Acadie entretient diverses relations internationales officieuses ou officielles. Les relations les plus anciennes et les plus importantes sont avec la France. Celles-ci commencèrent en 1968, à l’initiative de la SNA. La France avait déjà déplacé sa chancellerie d’Halifax vers Moncton en 1964, avant de la transformer en consulat général en 1966. La coopération France-Acadie est renouvelée à tous les deux ans et inclut un programme d’échange, de bourses d’études ainsi que de l’aide financière et technique. La SNA gère la Fondation Franco-Acadienne pour la Jeunesse, qui favorise l’échange entre jeunes, alors que la France a instauré un Service culturel à son consulat de Moncton. Les relations avec la Communauté française de Belgique commencent en 1983 et depuis, un programme d’échange est renouvelé tous les trois ans. Depuis les années 1990, le Conseil général de Saint-Pierre-et-Miquelon ainsi que des délégations de la SNA discutent d’enjeux communs. Une entente est finalement signée en 2001 et l’Association SPM-Acadie est fondée, plus tard remplacée par l’Association Miquelon Culture. Les relations avec le CODOFIL en Louisiane commencent à la même époque. À partir de 1995, le Québec tente de se rapprocher de la francophonie canadienne. En 2002, un monument commémorant l’apport des Acadiens au Québec est inauguré dans la ville de Québec. En 2003, l’Assemblée nationale du Québec appuya unanimement la SNA dans sa démarche pour faire reconnaître les torts causés par la Déportation des Acadiens. Le Centre de la francophonie des Amériques fut fondé en 2008. Au-delà de cette reconnaissance, il existe une Commission Acadie-Québec. La SNA siège à l’Organisation internationale de la francophonie en tant que membre de la délégation d’accompagnement du Canada et ce depuis 2005.
En 2011, tous les partis politiques fédéraux du Canada, sauf les progressistes-conservateurs, répondent à la demande de la SNA de lui accorder un statut particulier de porte-parole officiel du peuple acadien ainsi que de soutenir la SNA et les artistes acadiens dans le rayonnement international de l'Acadie.

## Capitale

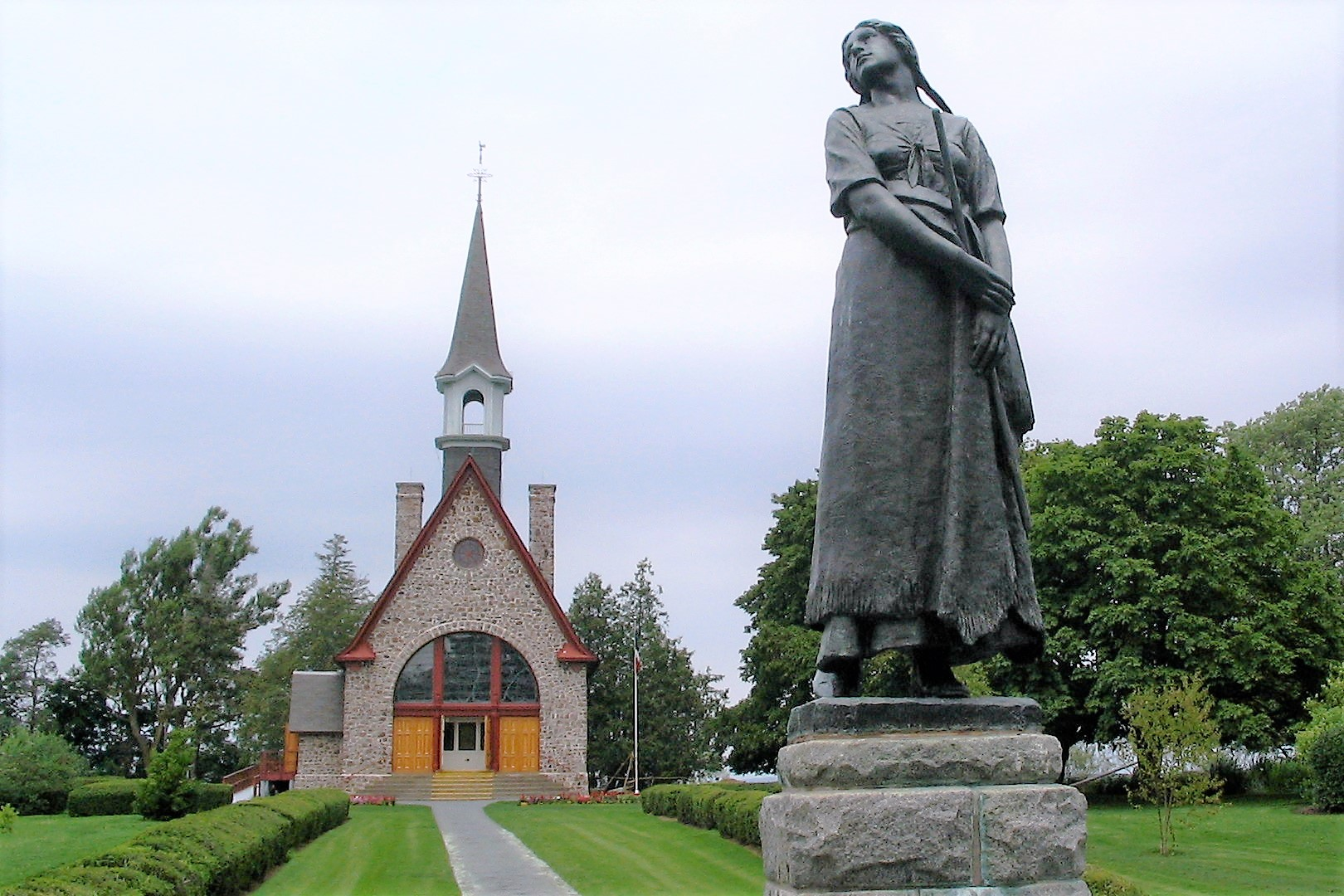
Grand-Pré est un lieu symbolique pour de nombreux Acadiens.

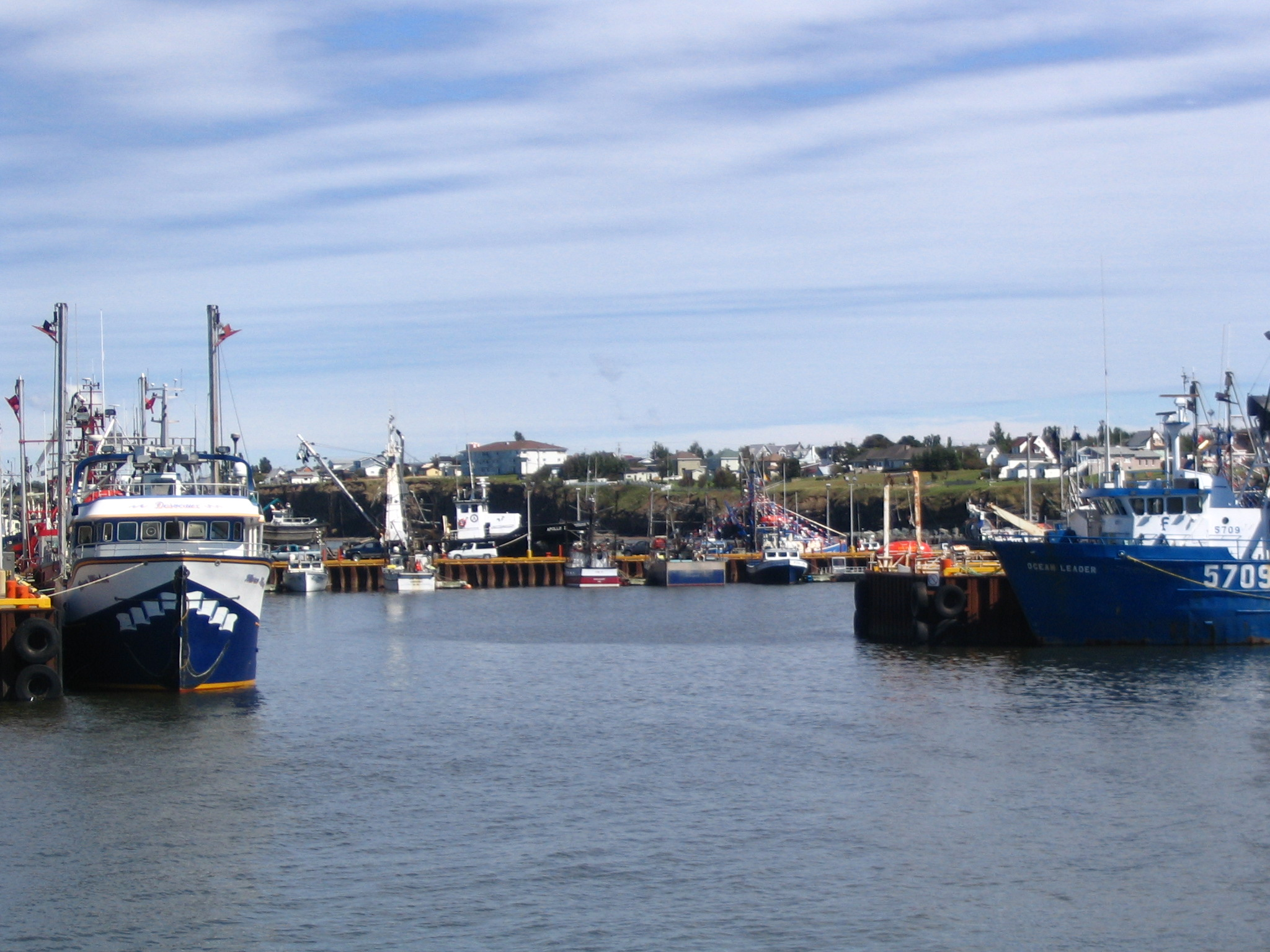
Le port de Caraquet.

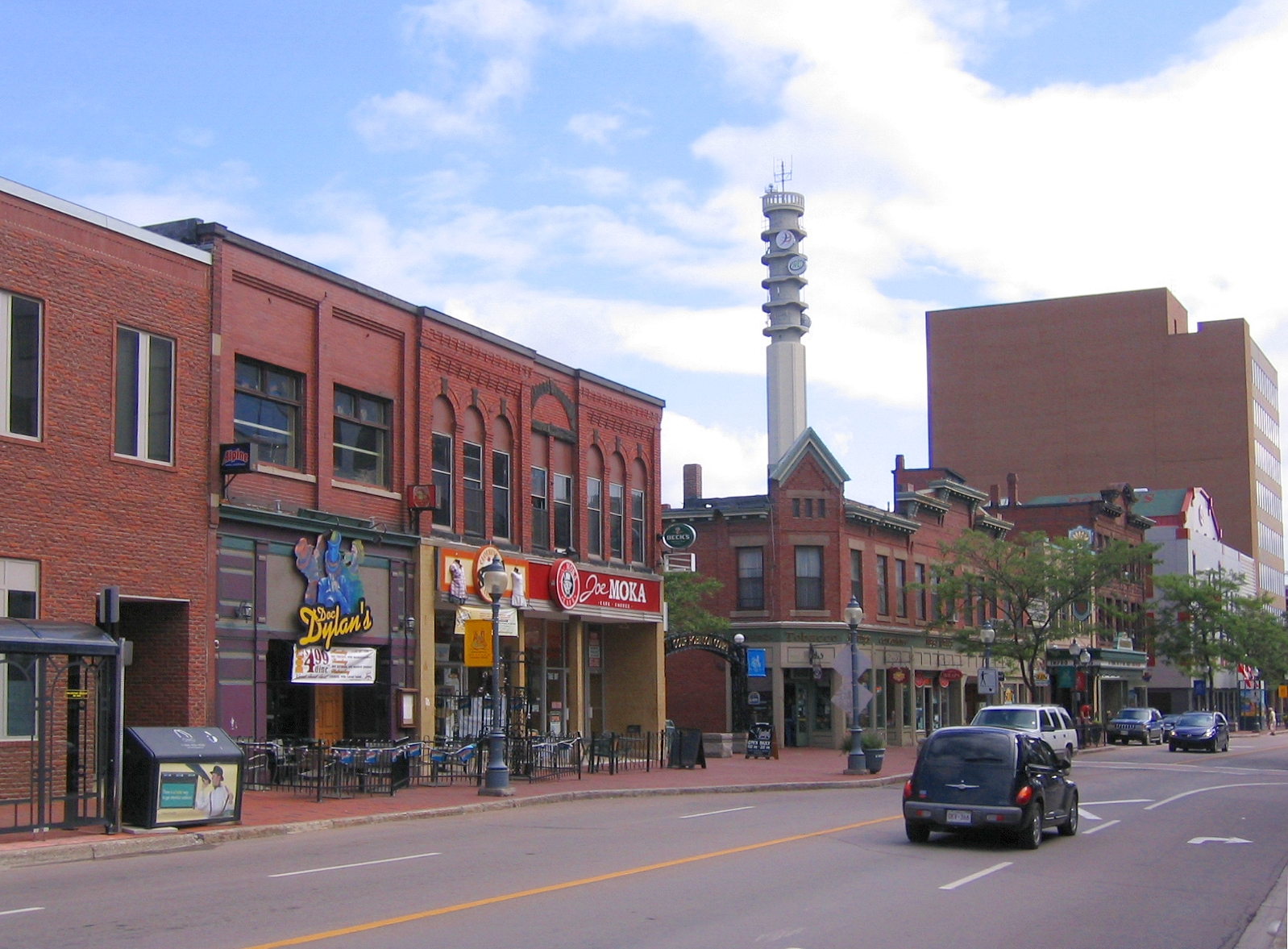
La rue Main, à Moncton.

Plusieurs lieux revendiquent le titre de capitale de l'Acadie et ce débat est plus que symbolique, puisqu'il est lié à la concentration du pouvoir et des institutions et du même coup les tensions entre les différentes régions. Le plus ancien étant Grand-Pré, qui était par ailleurs la principale ville de l'Acadie en 1755, avec 1 500 habitants. En 1847, l'américain Henry Longfellow publie le poème Evangéline. Le texte raconte la quête d'Évangéline pour retrouver son époux Gabriel, duquel elle a été séparée par l'armée britannique venue déporter la population de Grand-Pré, juste après son mariage. L'élite acadienne en fait un symbole national caractérisant la persévérance. Le succès du poème attire des milliers de touristes américains à Grand-Pré et plusieurs compagnies se servent de l'image d'Évangéline à des fins publicitaires. Un parc commémoratif prend forme à l'emplacement présumé de l'église Saint-Charles-des-Mines, commencé par John Frederic Herbin en 1907 , auquel se greffent une statue offerte par le Chemin de fer Windsor & Annapolis en 1922  et l'église-souvenir, commanditée par la Société nationale de l'Acadie en 1930. Grand-Pré acquiert la réputation d'être le cœur symbolique de l'Acadie et un pèlerinage y est organisé annuellement. Le parc devient un lieu historique national en 1955. Durant les années 1960 et 1970, plusieurs jeunes écrivains rejettent le personnage d'Evangéline, considérant qu'elle est le symbole d'un peuple muet et résigné. Ils critiquent aussi le fait que le poème est écrit en anglais pour un public anglophone et qu'il décrit surtout la grandeur des États-Unis et l'assimilation des réfugiés en Louisiane. Grand-Pré est par ailleurs pratiquement anglophone de nos jours. Après cette vague de contestation, Evangéline est plutôt considéré comme un poème sur l'amour et ses ardeurs. Grand-Pré refait surface dans la culture acadienne et le pèlerinage continue. Le lieu est inscrit sur la liste indicative du patrimoine mondial de l'UNESCO en 2004.
Memramcook est l'un des seuls villages ayant survécu à la Déportation des Acadiens. Plusieurs réfugiés y retournent dès 1763, en faisant le plus important en Acadie. Par la suite, des habitants fondent d'autres villages, ce qui lui vaut le surnom de « Berceau de l'Acadie ». Memramcook joue aussi un rôle important dans la renaissance acadienne du XIXe siècle».
Moncton profite du rejet des valeurs traditionnelles durant les années 1960 pour être considérée comme la capitale de l'Acadie. Cette réputation est controversée car le nom même de la ville commémore Robert Monckton, un militaire britannique ayant dirigé la Déportation des Acadiens dans la région. De plus, Moncton est une ville à majorité anglophone, avec un fort taux d'anglicisation, où les Acadiens ont eu beaucoup de difficulté à faire respecter leurs droits. La ville abrite par contre plusieurs institutions dont l'Université de Moncton, alors que sa voisine Dieppe est le siège de la Société nationale de l'Acadie.
Caraquet s'autoproclame capitale de l'Acadie en 1993. Cette ville abrite trois importantes institutions, soit le Théâtre populaire d'Acadie, le quotidien L'Acadie nouvelle ainsi qu'UNI Coopération financière. Plusieurs municipalités critiquent cette proclamation, dont Shippagan.